# 非洲文化

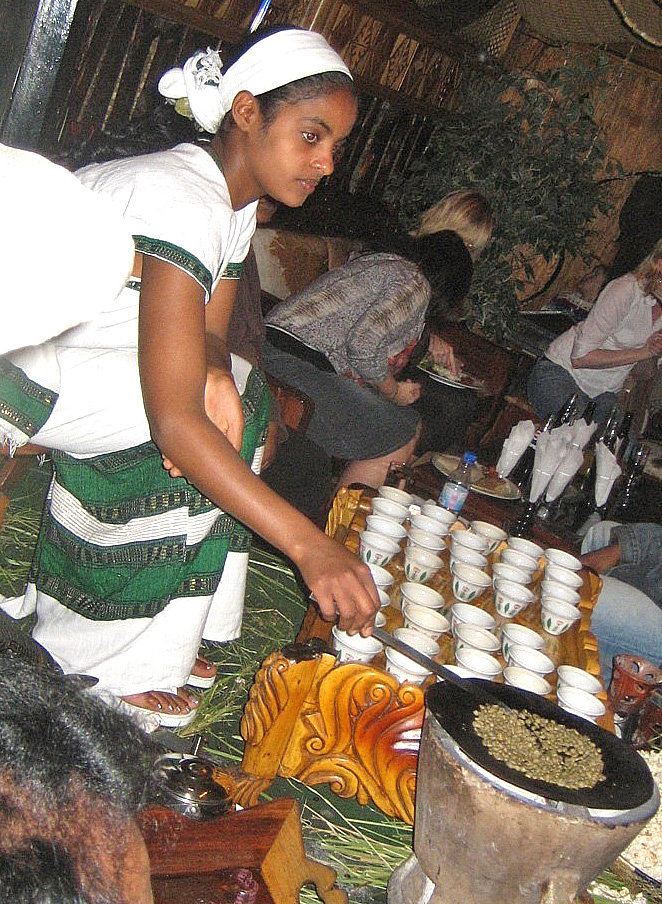
一个埃塞俄比亚妇女在一次传统仪式上准备埃塞俄比亚咖啡。她现场烘烤、研磨和冲泡咖啡。

非洲文化是多样的，由许多个性鲜明的部落文化混合而成。 是由居住的非洲大陆的非洲人和世界各地非裔人群所创造的多样文化。非洲文化表现在它的艺术和手工艺品、民俗和宗教、服饰、饮食、音乐和语言。 非洲文化多样性不仅体现在整个非洲大陆，单个国家内部的文化也充满多样性。虽然非洲文化的广泛多样的，但细究之后依然可以发现许多相似之处。例如，他们坚持相似道德标准，他们热爱并尊重他们的文化传统和年老的国王/元首。
非洲已经与世界上其他国家和地区相互产生了深刻影响。这体现在非洲正逐渐改变着现代世界，而不只是守护着他们的本土文化。以前，一小部分被欧洲或基督教文化影响的非洲人曾否定非洲传统文化。不过，随着非洲民族主义的兴起，非洲出现了文化复兴。大部分非洲国家的政府提倡组建国家舞蹈和音乐团体，建造博物馆，培养本土艺术家与作家。

## 历史概述

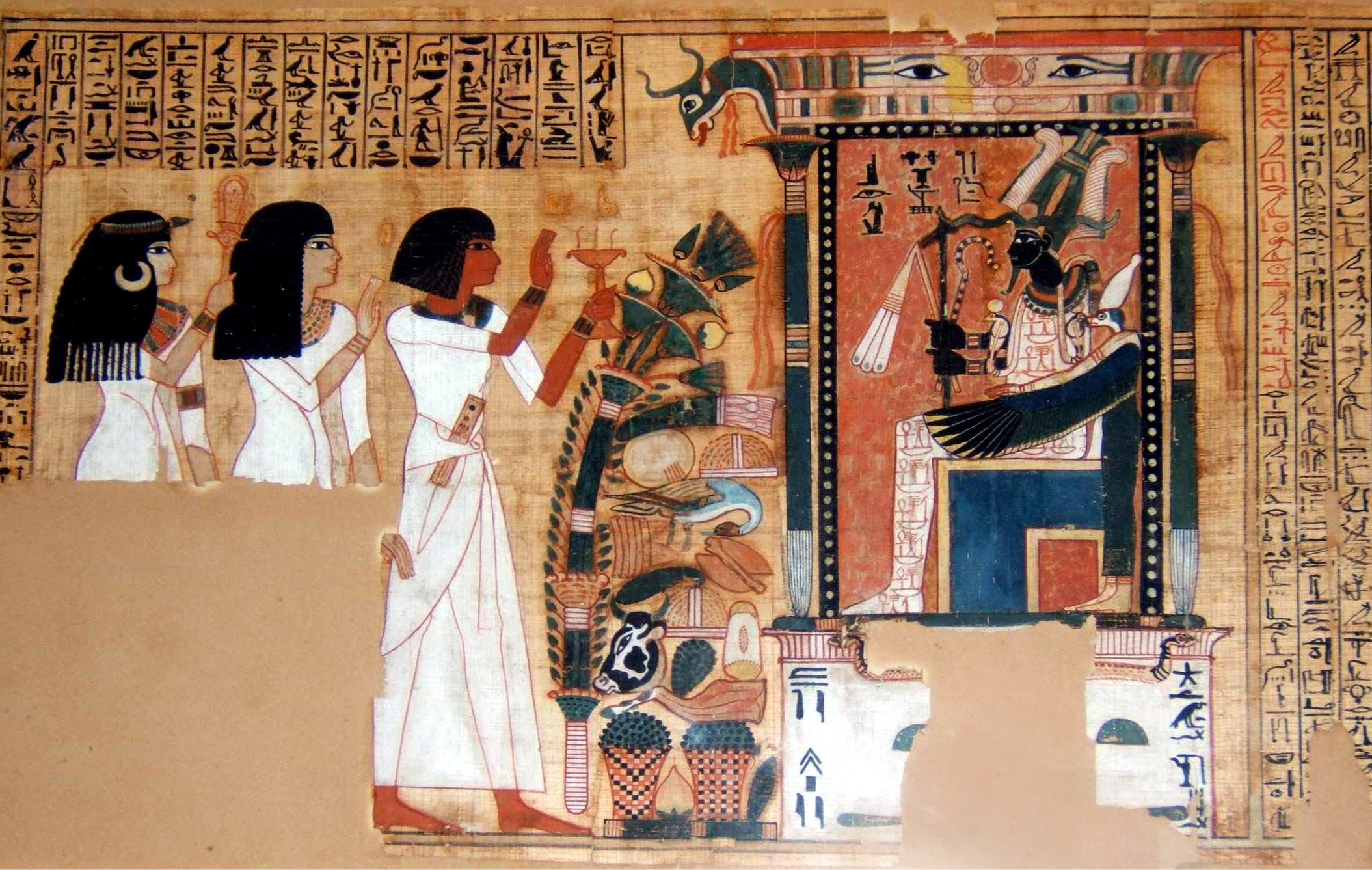
创作于公元前1300年的埃及《亡灵书》样品

非洲文化由许多族群文化组成。非洲大陆文化复兴已经成为非洲国家独立后国家建设的一部分，因为非洲人意识到想要促进教育发展，就需要利用非洲文化资源在各个方面为教育创造有利的环境。近年来，越来越多人呼吁重视文化领域的全面发展。罗马殖民北非（突尼斯全境和阿尔及利亚、利比亚、埃及等国的部分地区）时，的黎波里塔尼亚等地成为罗马帝国的主要粮食产地，使得此地富裕了400余年。非洲大地上相继出现了麦罗埃文明、诺克文明、斯瓦希里文明、豪萨人文明、依费—贝宁文化、刚果文化、大津巴布韦文化、马拉维文化和马蓬古布韦文化，产生和发展了具有“非洲个性”的物质文化和精神文化，其中包括历史、小说、诗歌、雕塑、音乐、舞蹈、建筑，以及以“班图哲学”为代表的思想意识形态、伦理习俗和宗教观念。非洲殖民时期的欧洲人对于殖民非洲满怀优越感和使命感。当时，如果某个非洲人愿意放弃自己早已习惯的非洲传统文化并接受法国文化，法国殖民者可以直接给予该非洲人法国国籍。只有懂葡萄牙文化、会葡萄牙语并摒弃非洲传统文化的非洲人才被殖民者当做文明社会的人。肯尼亚时事评论员Mwiti Mugambi认为，非洲未来只能接受与改进社会文化现状，因为殖民文化印记、西方流行文化泛滥和各方利益相互博弈是非洲当前面对的事实，无论多么深刻地反思非洲历史都无法摆脱这些残酷的事实。

## 非洲艺术和手工艺品

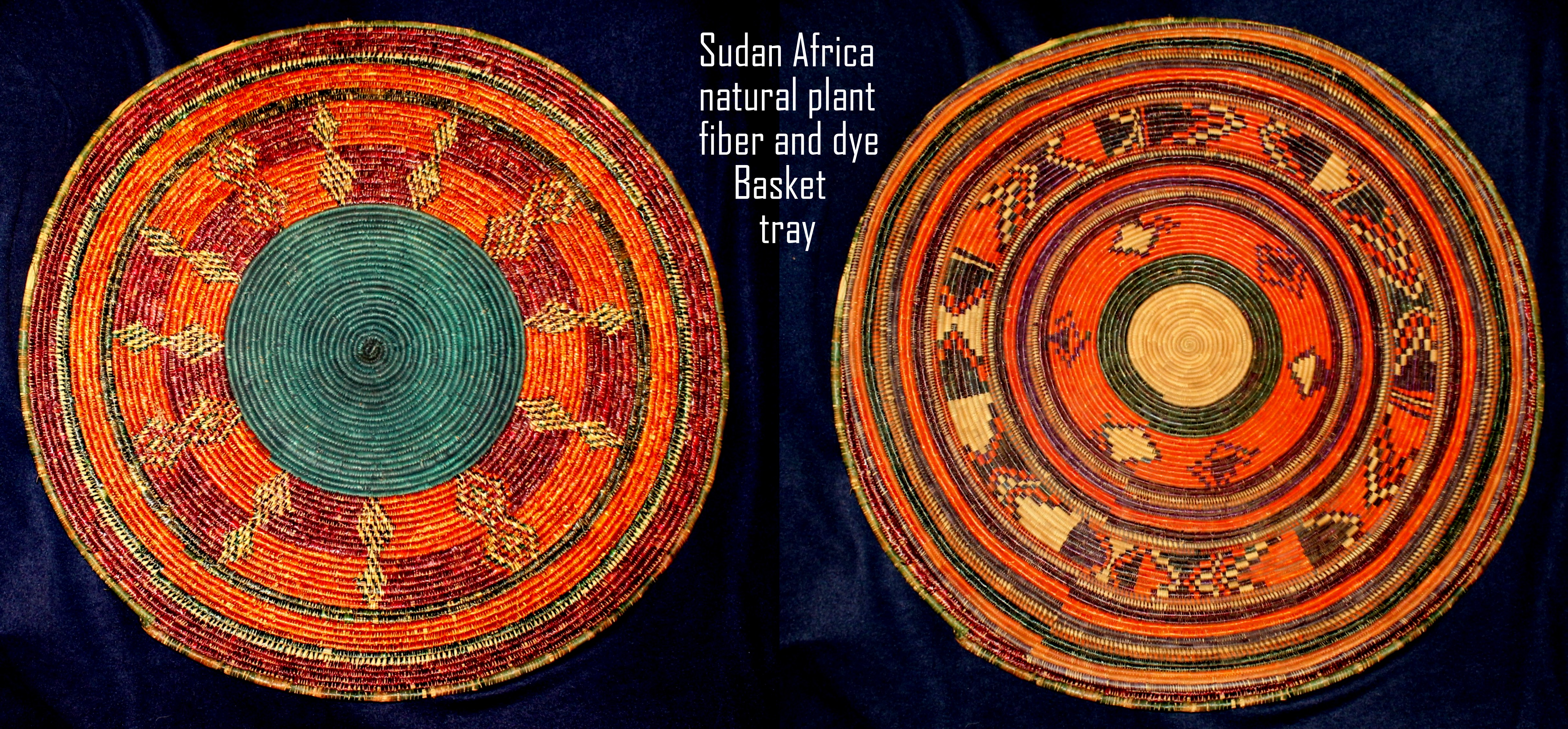
苏丹篮托，由天然植物纤维编织而成，涂上不同颜色。

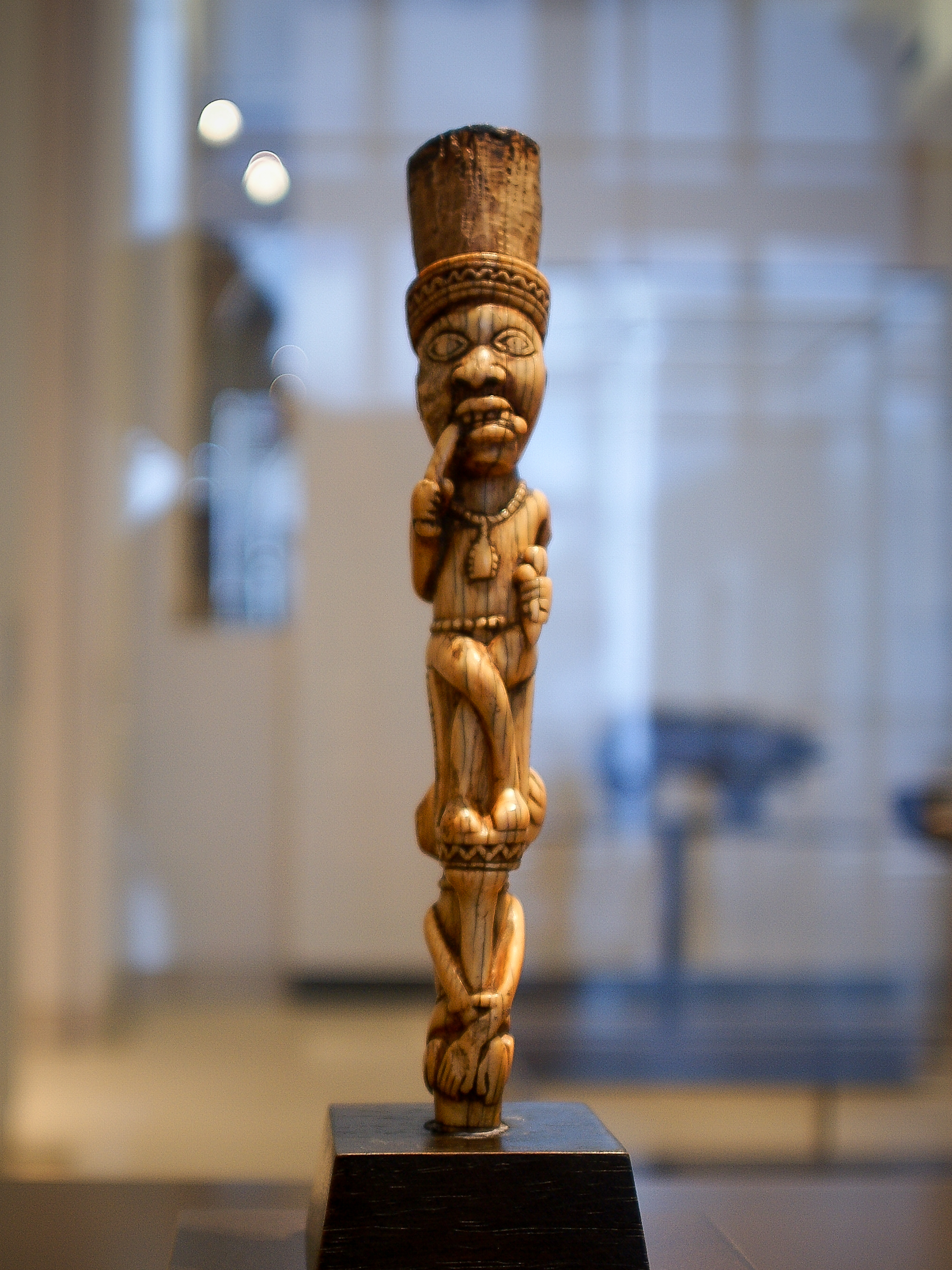
巴黎卢浮宫的Yombe雕塑。

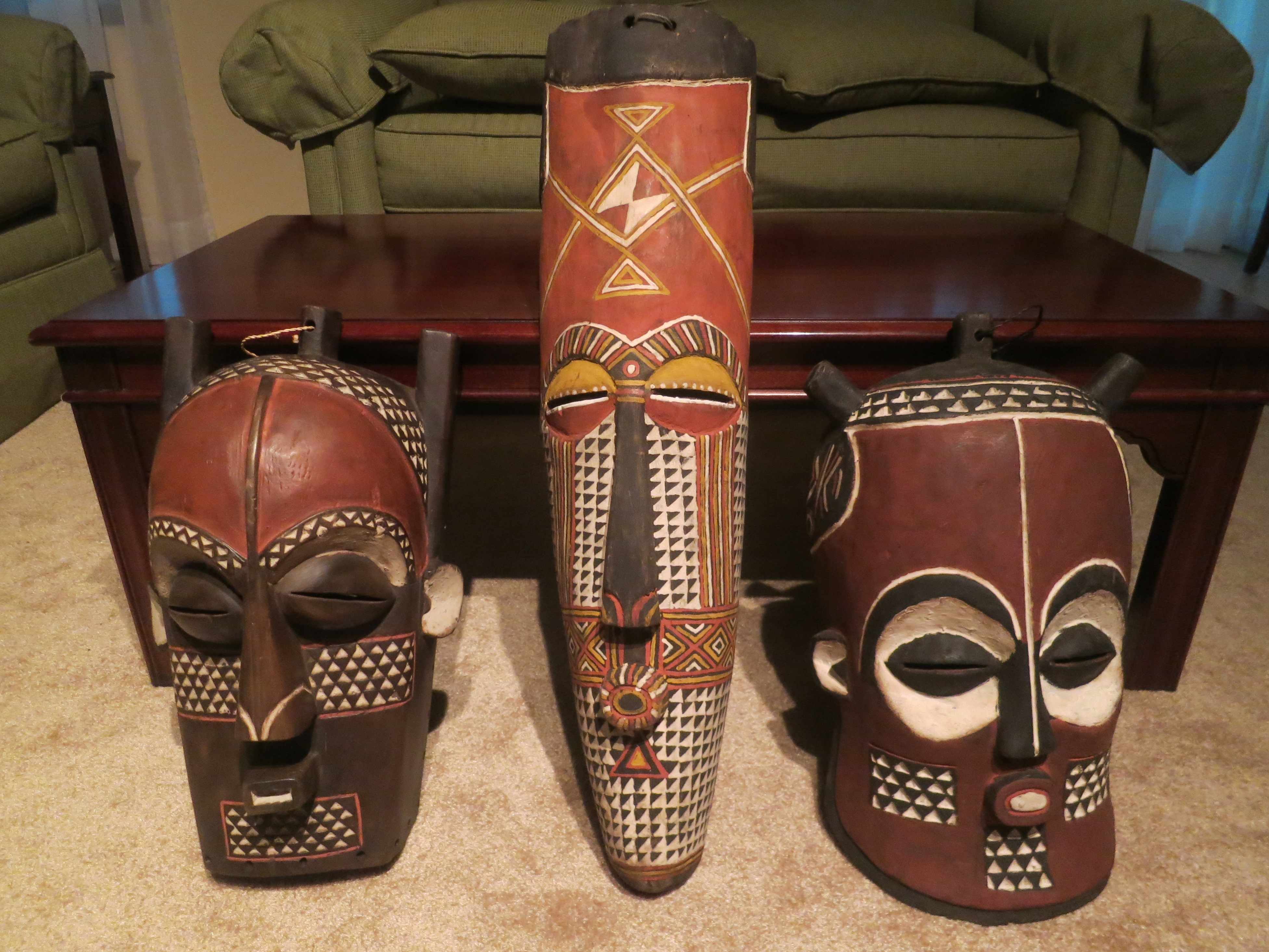
下刚果省的BaKongo巫毒面具。

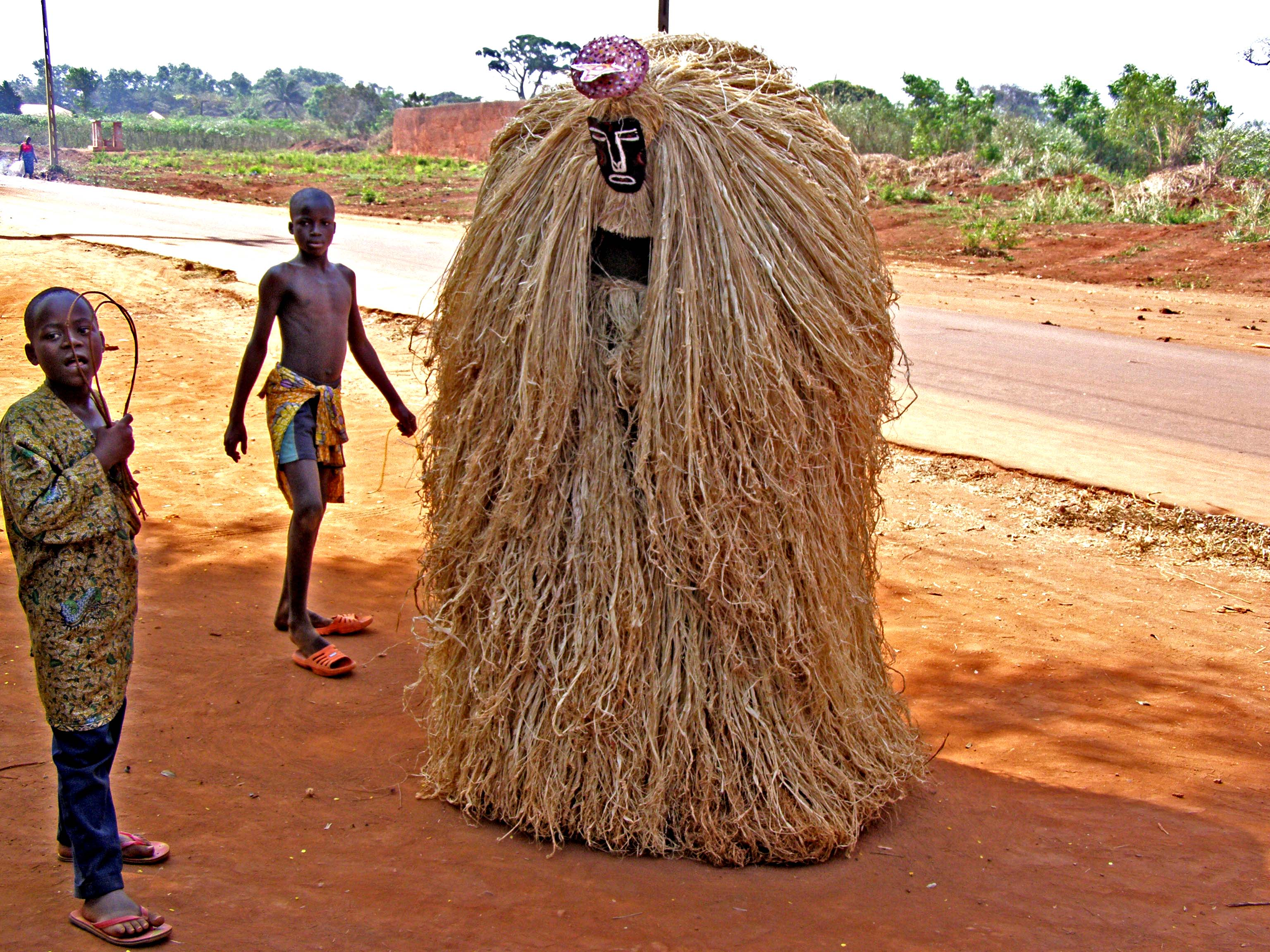
巫毒信仰當中夜之守護者：贊比托

撒哈拉以南的非洲大陆为木雕艺术提供了大量的天然原材料。木雕在非洲的地理分布区域为：北自撒哈拉大沙漠南边缘，南至卡拉哈里沙漠及赞比西河中游，西自大西洋沿岸加纳、科特迪瓦等国，东至坦桑尼亚的维多利亚湖和马拉维湖，在这一区域从事雕刻的一半人口属班图语。木雕风格和形式极多，法国学者拉迪斯拉·塞季认为应该有二百多种不同风格。上述整个区域内还可分为两大部分：热带大草原和热带雨林，前者较为粗旷而后者形式多样。非洲木雕在20世纪初引起西方现代艺术家极高兴趣，曾对世界现代美术发展产生重大影响。它曾是毕加索等现代艺术的开创者们的灵感之泉。

### 当代艺术
今日法特希·哈桑被认为是当代非洲艺术的早期代表。

## 民俗和宗教

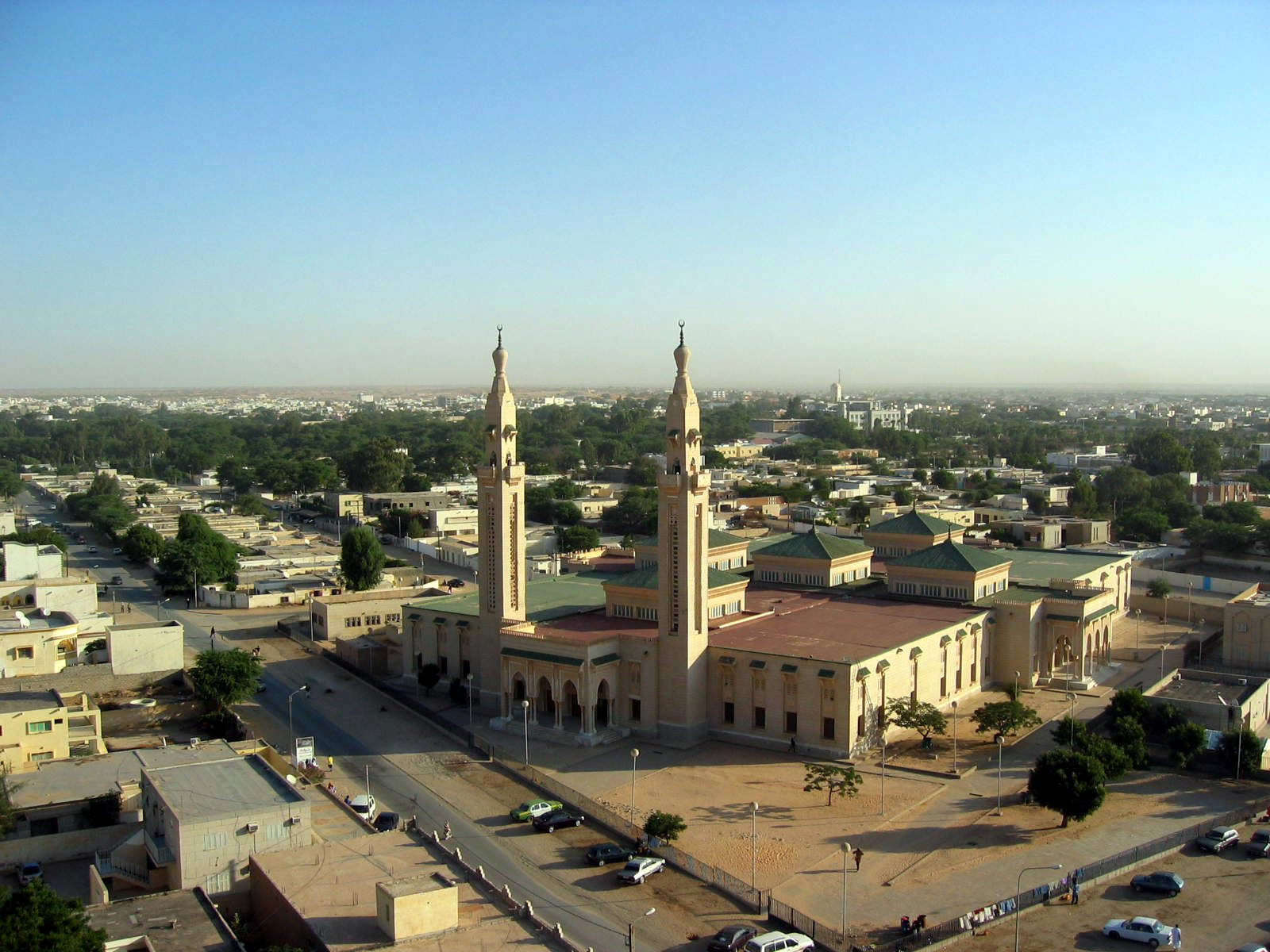
毛里塔尼亚努瓦克肖特中央的清真寺。

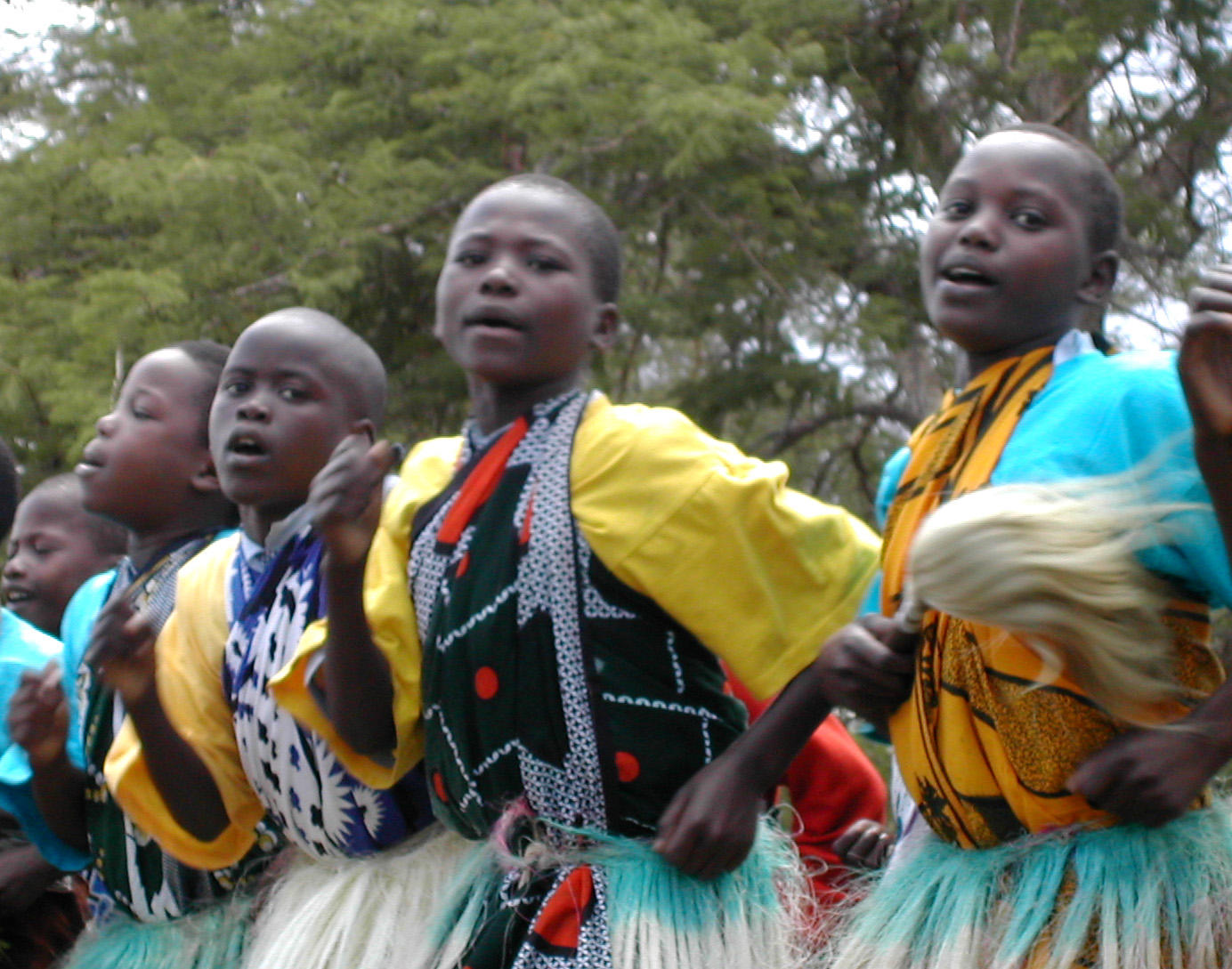
肯尼亚儿童跳传统民俗舞蹈。

从非洲国家宗教信仰的总体情况看，非洲信仰的宗教主要有三种：传统宗教、伊斯兰教和基督教。以撒哈拉以南的37个黑人国家为例，从表面上看，穆斯林和基督徒占全国人口多数的国家有21个（其中伊斯兰教8个，基督教13个），超过传统宗教信仰者占多数的国家（16个）。但实际上传统宗教在非洲社会生活的各个方面仍有根深蒂固的影响。因为伊斯兰教和基督教在任何一个黑人国家里都没有能够真正取代传统宗教，而是同其融为一体（学术上称为綜攝）。换言之，许多人即便皈依了基督教或伊斯兰教，“他们的道德价值观仍更多来自旧的宇宙观，而不是新的信仰。”“许多大家庭、氏族或社团的团结仍然围绕对祖先神灵的信仰而存在，定期由专司此事的祭司通过专门的方式对祖先的神灵顶礼膜拜。”可见，传统信仰对今天的社会生活的诸方面仍然具有广泛而深远的影响，法律制度自然也包于其中。

## 服饰

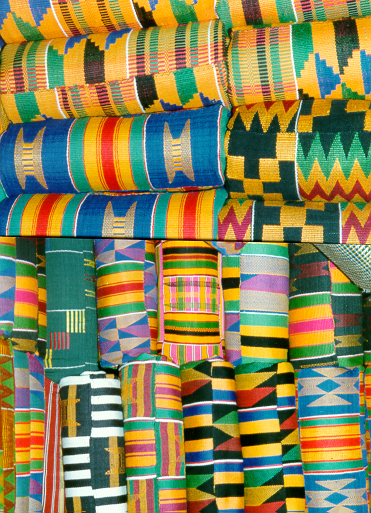
阿散蒂人的肯特布花纹。

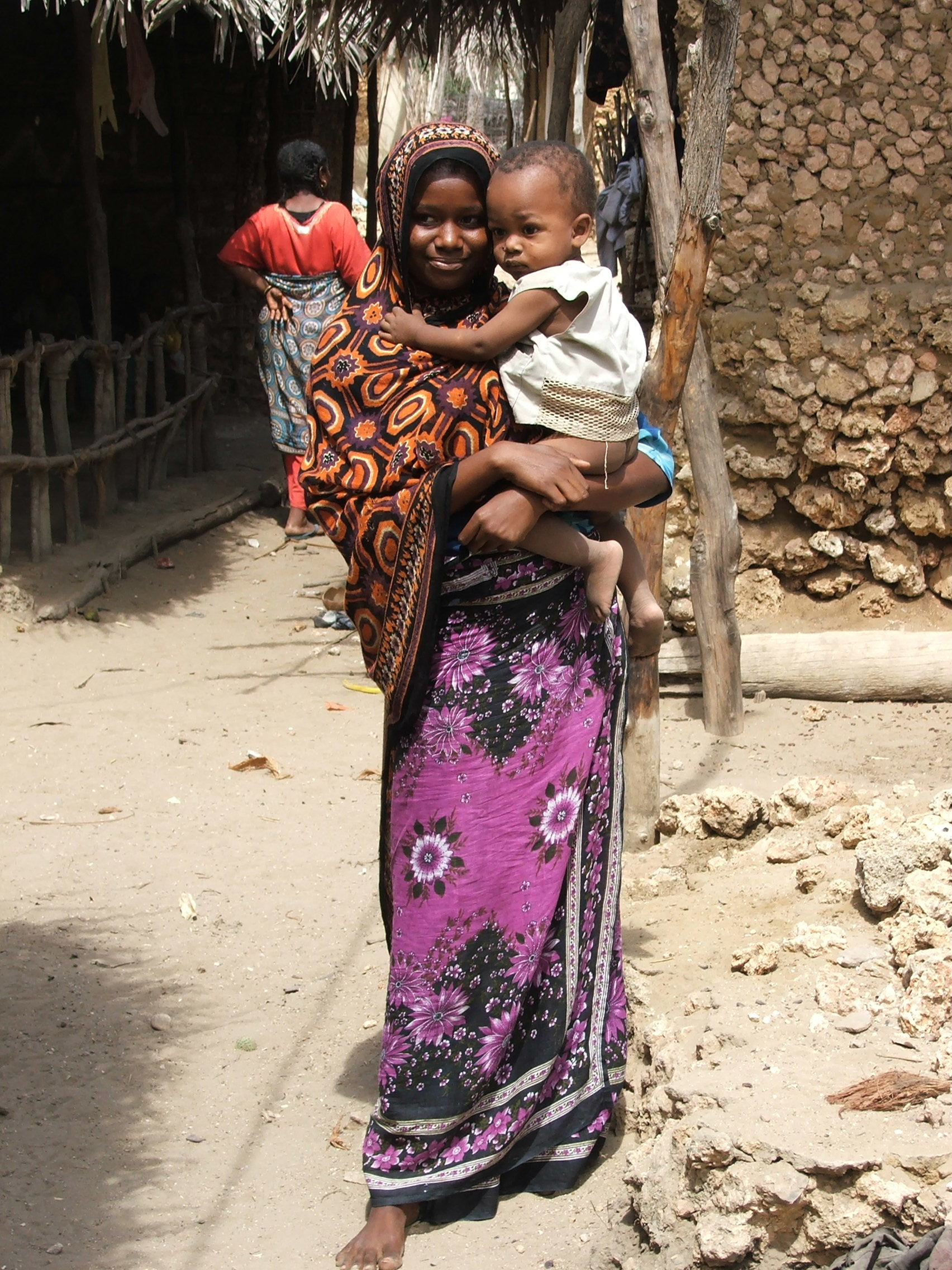
一位穿着肯加女服的肯尼亚妇女。

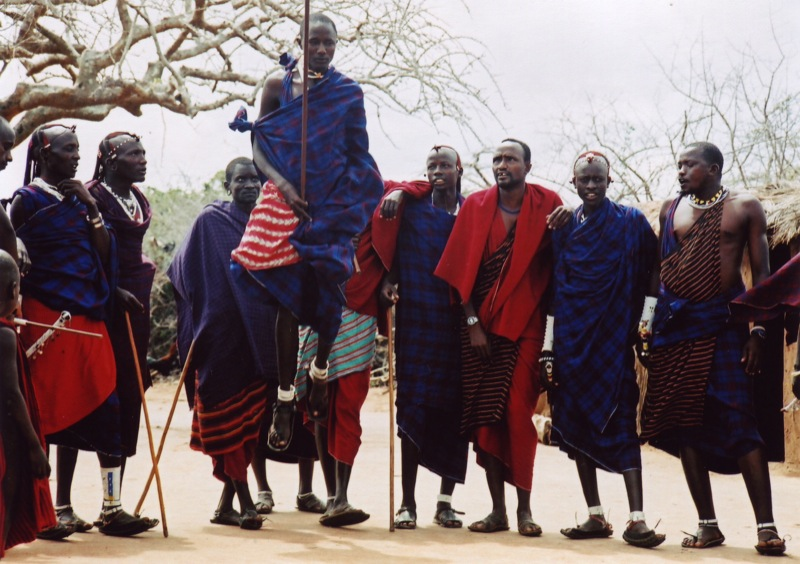
穿着Matavuvale传统服装，跳Adumu传统舞蹈的马赛人。

## 饮食

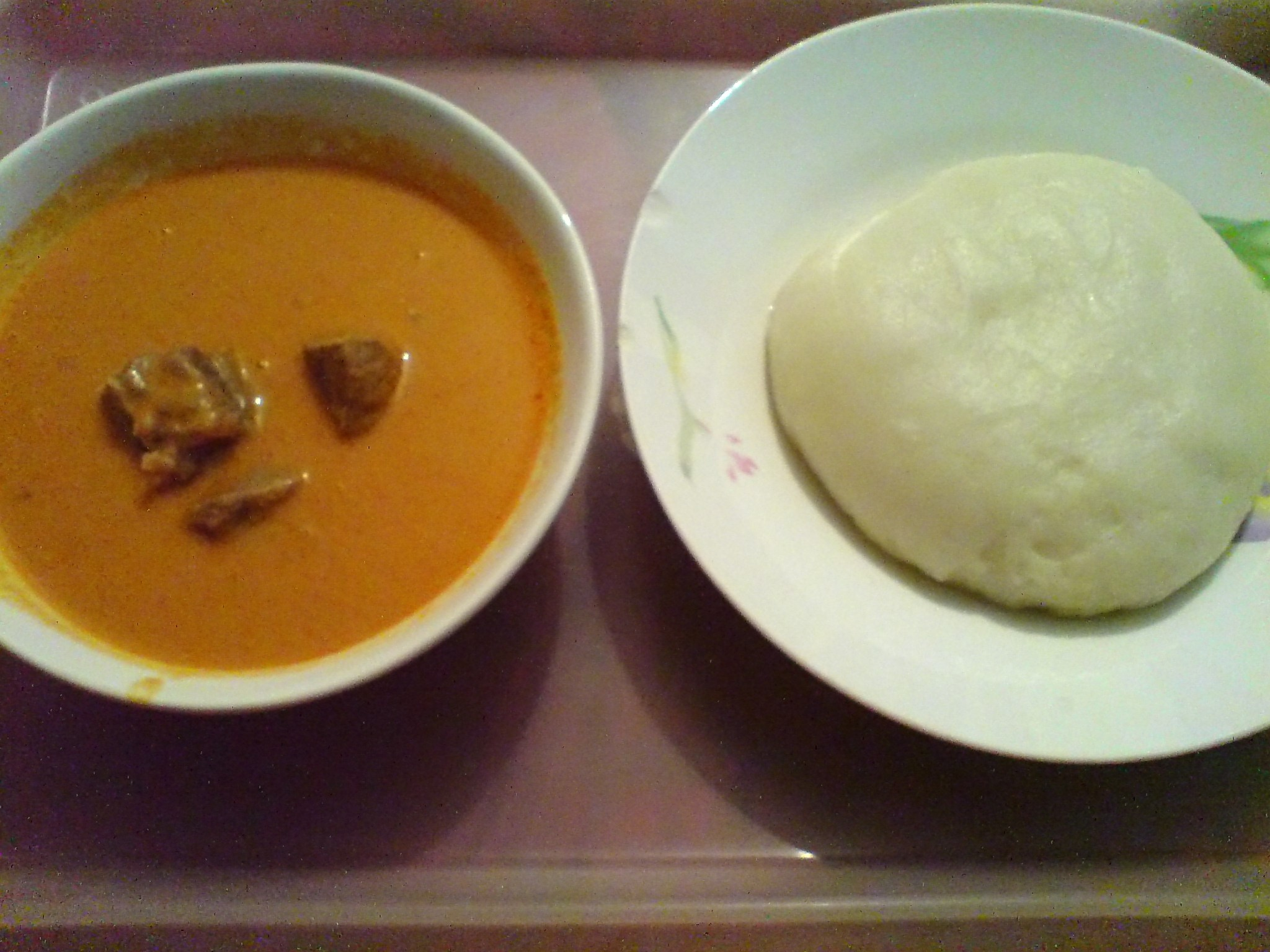
福福
(右)是西非和中部非洲人的主食，常与花生酱汤一起食用。

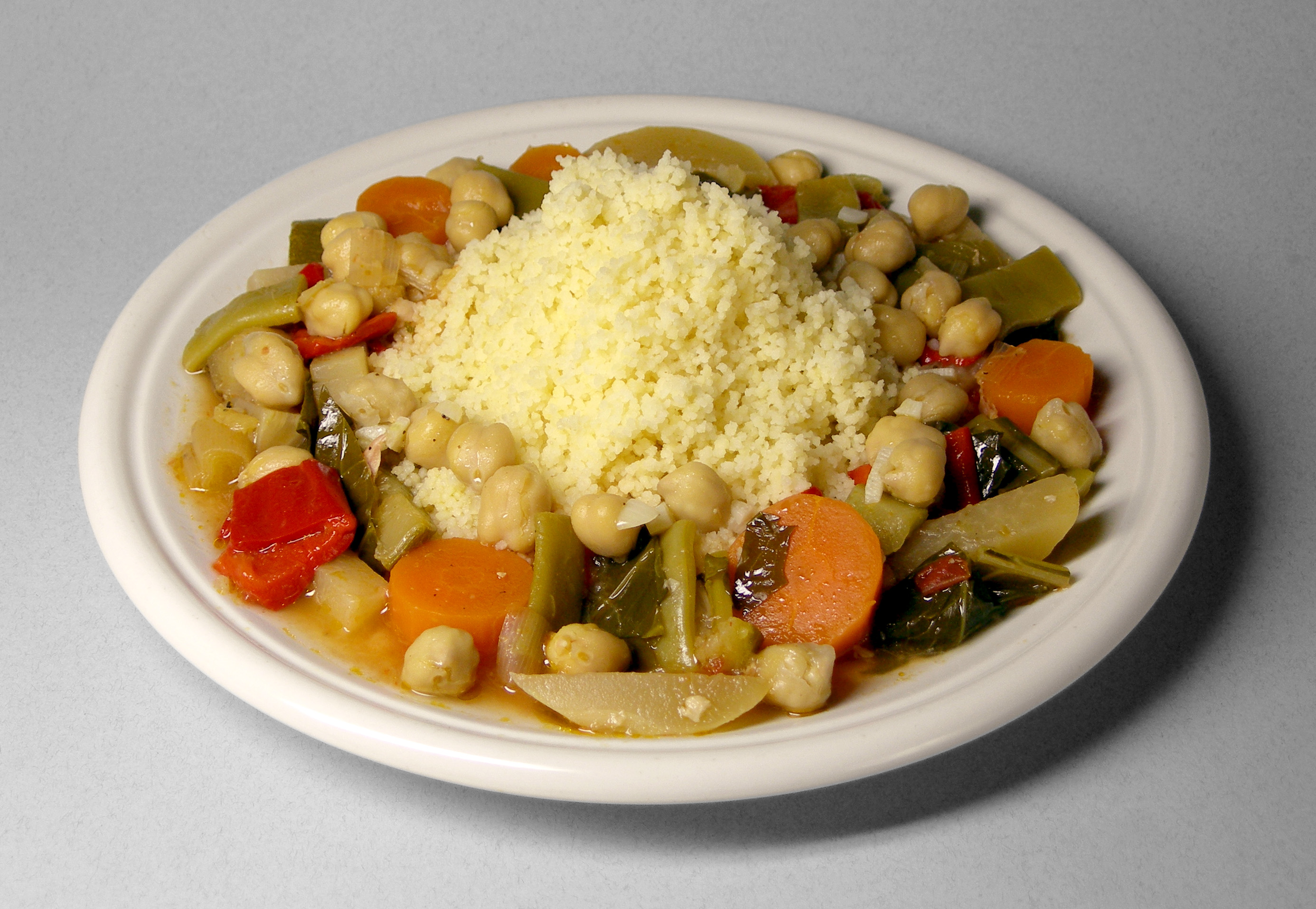
新鲜摩洛哥蒸粗麦粉，含有蔬菜和鹰嘴豆。

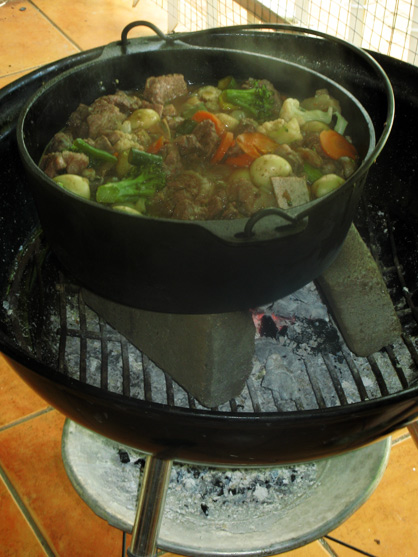
Potjiekos 是南非白人一道传统的菜肴，把肉和蔬菜放在铁罐里，然后用煤炭加热。

## 音乐

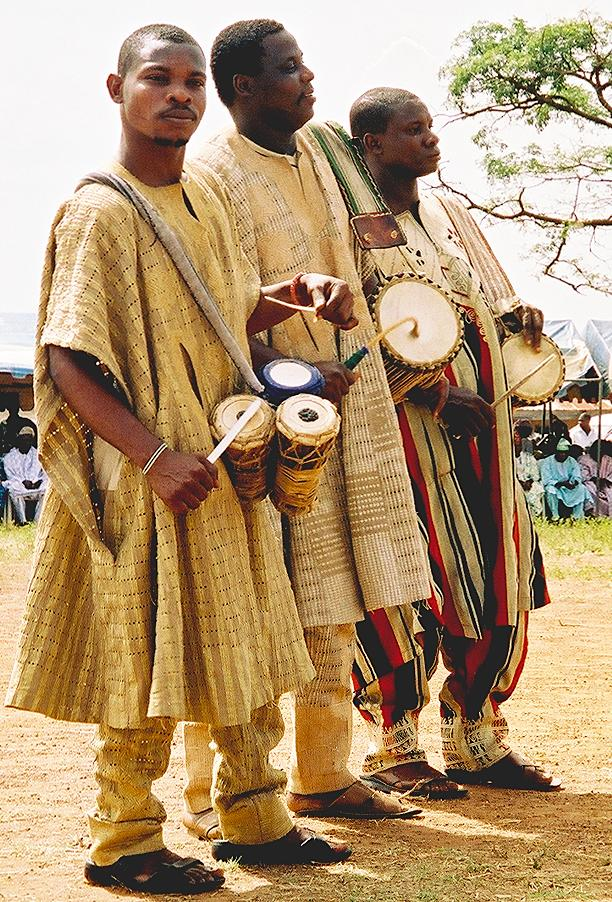
尼日利亚夸拉州Ojumo Oro地区庆祝活动上的约鲁巴鼓手。

## 语言
北非和非洲之角的语言主要属于亚非语系，大部分撒哈拉以南非洲的语言主要属于尼日尔-刚果语系（包括班图语），撒哈拉沙漠地区、萨赫尔地区、东非和非洲南部土著人科瓦桑族的语言属于尼罗-撒哈拉语系。 非洲大陆有数百种语言，如果加上各族裔群体的方言，数量会高得多。这些语言和方言的使用人数差距悬殊，有些语言仅有几百人使用，而有些语言却有百万人使用。其中使用人数的语言包括阿拉伯语、斯瓦希里语和豪萨语。使用单一语言的非洲国家很少，一般数种官方语言并存。一些非洲使用英语、西班牙语、法语和荷兰语等欧洲语言。